# Gauliga 1939-1940
L'edizione 1939-1940 della Gauliga vide la vittoria finale dello Schalke 04.

## Partecipanti
| Squadra                            | qualificata come                                    |
| VfB Königsberg                     | Campione del Sportbereichsklasse Ostpreußen         |
| VfL Stettino                       | Campione del Sportbereichsklasse Pommern            |
| SC Union 06 Oberschöneweide        | Campione del Sportbereichsklasse Berlin-Brandenburg |
| Vorwärts Gleiwitz                  | Campione del Sportbereichsklasse Schlesien          |
| Dresdner SC                        | Campione del Sportbereichsklasse Sachsen            |
| 1. SV Jena                         | Campione del Sportbereichsklasse Mitte              |
| Eimsbütteler TV                    | Campione del Sportbereichsklasse Nordmark           |
| Osnabrück                          | Campione del Sportbereichsklasse Niedersachsen      |
| Schalke 04                         | Campione del Sportbereichsklasse Westfalen          |
| Fortuna Düsseldorf                 | Campione del Sportbereichsklasse Niederrhein        |
| Mülheimer SV 06                    | Campione del Sportbereichsklasse Mittelrhein        |
| CSC 03 Kassel                      | Campione del Sportbereichsklasse Hessen             |
| Kickers Offenbach                  | Campione del Sportbereichsklasse Südwest            |
| SV Waldhof 07                      | Campione del Sportbereichsklasse Baden              |
| Kickers Stoccarda                  | Campione del Sportbereichsklasse Württemberg        |
| Norimberga                         | Campione del Sportbereichsklasse Bayern             |
| Nationalsozialistische TG Graslitz | Campione del Sportbereichsklasse Sudetenland        |
| Rapid Vienna                       | Campione del Sportbereichsklasse Ostmark            |

## Fase a gironi

### Gruppo 1

#### Gruppo 1a
|    | Classifica                  | Pt | G | V | N | P | GF | GS |
| -- | --------------------------- | -- | - | - | - | - | -- | -- |
| 1. | SC Union 06 Oberschöneweide | 6  | 4 | 3 | 0 | 1 | 13 | 8  |
| 2. | VfB Königsberg              | 6  | 4 | 3 | 0 | 1 | 13 | 10 |
| 3. | VfL Stettino                | 0  | 4 | 0 | 0 | 4 | 5  | 13 |

#### Gruppo 1b
|    | Classifica                         | Pt | G | V | N | P | GF | GS |
| -- | ---------------------------------- | -- | - | - | - | - | -- | -- |
| 1. | Rapid Vienna                       | 7  | 4 | 3 | 1 | 0 | 19 | 4  |
| 2. | Vorwärts Gleiwitz                  | 4  | 4 | 1 | 2 | 1 | 11 | 11 |
| 3. | Nationalsozialistische TG Graslitz | 1  | 4 | 0 | 1 | 3 | 7  | 22 |

#### Finale Gruppo 1
| Rapid Vienna | 3 – 2 | SC Union 06 Oberschöneweide |

| SC Union 06 Oberschöneweide | 1 – 3 | Rapid Vienna |

### Gruppo 2
|    | Classifica      | Pt | G | V | N | P | GF | GS |
| -- | --------------- | -- | - | - | - | - | -- | -- |
| 1. | Dresdner SC     | 10 | 6 | 4 | 2 | 0 | 9  | 0  |
| 2. | Eimsbütteler TV | 7  | 6 | 3 | 1 | 2 | 10 | 10 |
| 3  | Osnabrück       | 4  | 6 | 1 | 2 | 3 | 11 | 14 |
| 4. | 1. SV Jena      | 3  | 6 | 1 | 1 | 4 | 7  | 13 |

### Gruppo 3
|    | Classifica         | Pt | G | V | N | P | GF | GS |
| -- | ------------------ | -- | - | - | - | - | -- | -- |
| 1. | Schalke 04         | 10 | 6 | 4 | 2 | 0 | 35 | 5  |
| 2. | Fortuna Düsseldorf | 8  | 6 | 3 | 2 | 1 | 21 | 4  |
| 3. | Mülheimer SV       | 4  | 6 | 2 | 0 | 4 | 14 | 29 |
| 4. | CSC 03 Kassel      | 2  | 6 | 1 | 0 | 5 | 10 | 42 |

### Gruppo 4
|    | Classifica          | Pt | G | V | N | P | GF | GS |
| -- | ------------------- | -- | - | - | - | - | -- | -- |
| 1. | SV Waldhof 07       | 8  | 6 | 3 | 2 | 1 | 14 | 5  |
| 2. | Norimberga          | 6  | 6 | 2 | 2 | 2 | 10 | 4  |
| 3. | Stuttgarter Kickers | 6  | 6 | 3 | 0 | 3 | 9  | 9  |
| 4. | Kickers Offenbach   | 4  | 6 | 2 | 0 | 4 | 3  | 18 |

## Fase finale

### Semifinali
| Schalke 04 | 3 – 1 | SV Waldhof 07 |

| Rapid Vienna | 1 – 2 dts | Dresdner SC |

### Finale
| Schalke 04 | 1 – 0 | Dresdner SC |

## Verdetti
- FC Schalke 04 campione del Terzo Reich 1939-40.